# Constanze Wagner (Leichtathletin)
Constanze Wagner (* 23. Januar 1963 in Hofheim am Taunus) ist eine deutsche Ultramarathonläuferin.

## Werdegang
Mit 25 Jahren fing Constanze Wagner mit dem Laufsport an und wagte sich 1993 zum ersten Mal auf die 100-km-Distanz. 1997 gewann sie den Fidelitas-Nachtlauf. Im Jahr darauf kam sie beim Hamburg-Marathon auf Platz 13 und siegte bei den 100 km von Biel. 1999 wurde sie Dritte beim Swiss Alpine Marathon und Sechste bei der im Rahmen der Run Winschoten ausgetragenen 100-km-Europameisterschaften, bei der sie mit der Mannschaft Gold gewann.
2000 gelang ihr der erste von fünf Siegen beim 50-km-Ultramarathon Rodgau (weitere folgten viermal hintereinander von 2002 bis 2005). Beim Sevilla-Marathon wurde sie Dritte und siegte dann bei den Deutschen 50-km-Meisterschaften und beim Marathon Deutsche Weinstraße. Nach einem dritten Platz beim Gutenberg-Marathon und einem zweiten beim Supermarathon des Rennsteiglaufs gewann sie zum zweiten Mal in Biel. Bei den 100-km-Straßenlauf-Weltmeisterschaften holte sie Bronze in der Einzelwertung und Gold mit der Mannschaft, und zum Saisonabschluss siegte sie beim Albmarathon über 50 km. 
2002 gewann sie den 60-km-Lauf Rund um die Steinmühle und den Fidelitas-Nachtlauf. In Biel wurde sie Sechste, beim Swiss Alpine Marathon Achte. Bei den 100-km-Europameisterschaften 2003 kam sie auf den 15. Platz. 2004 gewann sie bei Rund um die Steinmühle, wurde Zweite in Biel, Elfte beim Swiss Alpine Marathon und Vierte beim Albmarathon.
2008 wurde sie Zweite in Rodgau und Fünfte in Biel. 2008 und 2009 siegte sie beim DAHW-Gedächtnislauf Würzburg.
Bis heute hat sie 41 Ultramarathons absolviert, davon elf 100-km-Läufe. Bei 65 Marathons war sie 22 Mal siegreich, u. a. dreimal beim Advent-Waldmarathon (1997, 1998, 2003), fünfmal beim Hornisgrinde-Marathon (1998, 2002, 2004, 2006, 2008), viermal beim Koberstädter Wald-Marathon (1998–2000, 2002) und je einmal beim Rhein-Marathon (1999), beim Bienwald-Marathon (2003) und beim Schwarzwald-Marathon (2004).
Constanze Wagner ist 1,62 Meter groß und wiegt 47 kg. Sie startet für den TV Rheinau 1893. Zusammen mit ihrem Ehemann Walter Wagner betreibt sie das Internetportal LaufReport.de, wo sie unter anderem Ratschläge für die Vorbereitung zu einem 100-km-Lauf erteilt. 2016 konnte laufreport.de 15-jähriges Bestehen feiern.

## Sportliche Erfolge
| Datum/Jahr    | Rang | Wettbewerb                   | Austragungsort | Zeit     | Bemerkung                     |
| ------------- | ---- | ---------------------------- | -------------- | -------- | ----------------------------- |
| 10. Okt. 2004 | 1    | Schwarzwald-Marathon         | Bräunlingen    | 03:02:35 |                               |
| 9. März 2003  | 1    | Bienwald-Marathon            | Kandel (Pfalz) | 02:59:54 |                               |
| 2003          | 1    | Advent-Waldmarathon          | Bad Arolsen    |          |                               |
| 14. Mai 2000  | 3    | Gutenberg-Marathon           | Mainz          |          | Dritte bei der Erstaustragung |
| 27. Feb. 2000 | 3    | Sevilla-Marathon             | Sevilla        |          |                               |
| 2000          | 1    | Marathon Deutsche Weinstraße | Bockenheim     | 02:54:51 |                               |
| 1999          | 1    | Rhein-Marathon               | Maximiliansau  | 02:54:02 | [ 3 ]                         |
| 1998          | 1    | Advent-Waldmarathon          | Bad Arolsen    |          |                               |
| 19. Apr. 1998 | 13   | Hamburg-Marathon             | Hamburg        |          |                               |
| 1997          | 1    | Advent-Waldmarathon          | Bad Arolsen    |          |                               |

| Datum/Jahr    | Rang | Wettbewerb                             | Austragungsort   | Zeit       | Bemerkung                                      |
| ------------- | ---- | -------------------------------------- | ---------------- | ---------- | ---------------------------------------------- |
| 13. Juni 2008 | 5    | Bieler Lauftage                        | Biel/Bienne      |            | 100-km-Lauf                                    |
| 29. Jan. 2005 | 1    | 50-km-Ultramarathon Rodgau             | Rodgau           | 03:39:22,5 |                                                |
| 31. Jan. 2004 | 1    | 50-km-Ultramarathon Rodgau             | Rodgau           | 03:37:28   |                                                |
| 25. Jan. 2003 | 1    | 50-km-Ultramarathon Rodgau             | Rodgau           | 03:40:07   |                                                |
| 26. Jan. 2002 | 1    | 50-km-Ultramarathon Rodgau             | Rodgau           | 03:53:22   |                                                |
| 14. Okt. 2000 | 1    | Albmarathon                            | Schwäbisch Gmünd | 04:03:24   | 50 km                                          |
| 9. Sep. 2000  | 3    | 100-km-Straßenlauf-Weltmeisterschaften | Winschoten       | 07:39:35   | Weltmeisterschaft im Rahmen des Run Winschoten |
| 29. Jan. 2000 | 1    | 50-km-Ultramarathon Rodgau             | Rodgau           | 03:58:54   |                                                |
| 13. Juni 1998 | 1    | Bieler Lauftage                        | Biel/Bienne      | 08:27:29,6 | 100-km-Lauf                                    |

## Persönliche Bestzeiten
- Marathon: 2:51:32 h, 19. April 1998, Hamburg
- 100-km-Straßenlauf: 7:32:17 h, 12. September 1998, Neuwittenbek (4. Platz der Ewigen Deutschen Bestenliste)